# 임오동
임오동(林烏洞)은 대한민국 경상북도 구미시 남단에 위치한 동이다.

## 유래
임오동은 1983년에 오태동이 임은동에 편입됨으로써 만들어진 동이다. 임은동은 '숲에 가려 있다'는 뜻으로 옛날에 낙동강을 이용하여 소금배가 드나 들 때 수풀에 가리어 잘 보이지 않아 숲속에 숨어 있는 곳이라 해서 임은(林隱) 이라 불리었다고 한다.  오태동은 오산(烏山), 묘곡(妙谷), 구봉곡(龜峰谷) 등의 자연마을로 이루어져 있다. 오산은 금오산의 가장 주된 고개라 하여 붙여진 이름이다. 오산서원의 이름도 여기서 유래하였다고 한다.

## 연혁
- 1977년 3월 2일: 구미지구출장소 광평지소 관할
- 1978년 2월 15일: 구미시 승격, 임은동 설치
- 1983년 2월 15일: 칠곡군 북삼면 오태동 편입, 임오동으로 개칭

## 법정동
- 오태동(吳太洞)
- 임은동(林隱洞) : 상모중학교 북쪽 지역 제외

## 교육 기관
- 오태초등학교
- 왕산초등학교
- 오산초등학교
- 오태중학교
- 금오중학교
- 상모중학교